# Kanfen
Kanfen [kanfən] est une commune française située dans le département de la Moselle, en région Grand Est.

## Géographie
Kanfen est située à environ 230 mètres d’altitude au pied de la colline du Kudertsberg. Le village est arrosé par une petite rivière, la Kiesel qui prend sa source sur le territoire de la commune.
Le village se trouve à 12 km au nord de Thionville et à 20 km au sud de la ville de Luxembourg, à quelques kilomètres de la frontière franco-luxembourgeoise.
| Dudelange (Luxembourg) |          | Zoufftgen, Roussy-le-Village |
| Volmerange-les-Mines   | Kanfen   | Boust                        |
| Escherange             | Entrange | Hettange-Grande              |

La commune regroupe le village de Kanfen et une localité annexe, Kanfen-sous-Bois, contigüe au village voisin d'Entrange.

### Hydrographie

#### Réseau hydrographique
La commune est située dans le bassin versant du Rhin au sein du bassin Rhin-Meuse. Elle est drainée par le ruisseau la Kiesel et le ruisseau le Muhlengrund.
Le ruisseau la Kiesel, d'une longueur totale de 18,7 km, prend sa source dans la commune  et se jette  dans la Moselle à Cattenom, après avoir traversé cinq communes.

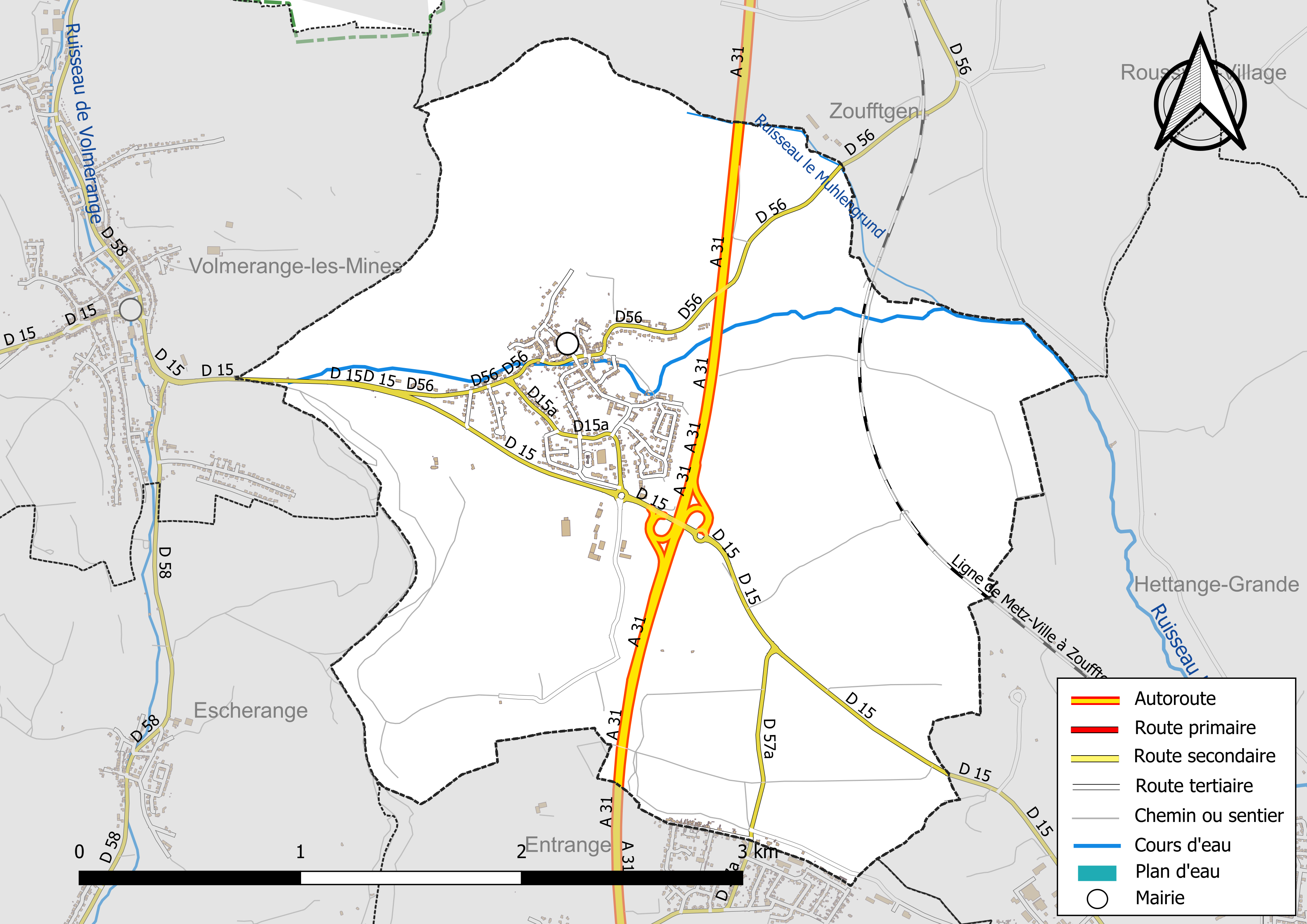
Réseaux hydrographique et routier de Kanfen.

#### Gestion et qualité des eaux
Le territoire communal est couvert par le schéma d'aménagement et de gestion des eaux (SAGE) « Bassin ferrifère ». Ce document de planification, dont le territoire correspond aux anciennes galeries des mines de fer, des aquifères et des bassins versants associés, d'une superficie de 2 418 km2, a été approuvé le 27 mars 2015. La structure porteuse de l'élaboration et de la mise en œuvre est la région Grand Est. Il définit sur son territoire les objectifs généraux d’utilisation, de mise en valeur et de protection quantitative et qualitative des ressources en eau superficielle et souterraine, en respect des objectifs de qualité définis dans le SDAGE  du Bassin Rhin-Meuse.
La qualité des eaux des principaux cours d’eau de la commune, notamment du ruisseau la Kiesel, peut être consultée sur un site spécial géré par les agences de l’eau et l’Agence française pour la biodiversité.

### Climat
Pour des articles plus généraux, voir Climat du Grand Est et Climat de la Moselle.
En 2010, le climat de la commune est de type climat de montagne, selon une étude du Centre national de la recherche scientifique s'appuyant sur une série de données couvrant la période 1971-2000. En 2020, Météo-France publie une typologie des climats de la France métropolitaine dans laquelle la commune est exposée à un climat semi-continental et est dans la région climatique  Lorraine, plateau de Langres, Morvan, caractérisée par un hiver rude (1,5 °C), des vents modérés et des brouillards fréquents en automne et hiver. 
Pour la période 1971-2000, la température annuelle moyenne est de 9,3 °C, avec une amplitude thermique annuelle de 16,5 °C. Le cumul annuel moyen de précipitations est de 892 mm, avec 13,6 jours de précipitations en janvier et 9,1 jours en juillet. Pour la période 1991-2020, la température moyenne annuelle observée sur la station météorologique de Météo-France la plus proche, « Malancourt », sur la commune d'Amnéville à 20 km à vol d'oiseau, est de 10,2 °C et le cumul annuel moyen de précipitations est de 884,1 mm. 
La température maximale relevée sur cette station est de 39,3 °C, atteinte le 25 juillet 2019 ; la température minimale est de −17,9 °C, atteinte le 5 janvier 1985,,. 
Les paramètres climatiques de la commune ont été estimés pour le milieu du siècle (2041-2070) selon différents scénarios d'émission de gaz à effet de serre à partir des nouvelles projections climatiques de référence DRIAS-2020. Ils sont consultables sur un site spécial publié par Météo-France en novembre 2022.

## Urbanisme

### Typologie
Au 1er janvier 2024, Kanfen est catégorisée bourg rural, selon la nouvelle grille communale de densité à sept niveaux définie par l'Insee en 2022.
Elle est située hors unité urbaine. Par ailleurs la commune fait partie de l'aire d'attraction de Luxembourg (partie française), dont elle est une commune de la couronne,. Cette aire, qui regroupe 115 communes, est catégorisée dans les aires de 700 000 habitants ou plus (hors Paris),.

### Occupation des sols
L'occupation des sols de la commune, telle qu'elle ressort de la base de données européenne d’occupation biophysique des sols Corine Land Cover (CLC), est marquée par l'importance des territoires agricoles (67 % en 2018), en diminution par rapport à 1990 (70,3 %). La répartition détaillée en 2018 est la suivante : 
prairies (36,4 %), terres arables (27,3 %), forêts (24,2 %), zones urbanisées (8,8 %), zones agricoles hétérogènes (3,3 %). L'évolution de l’occupation des sols de la commune et de ses infrastructures peut être observée sur les différentes représentations cartographiques du territoire : la carte de Cassini (XVIIIe siècle), la carte d'état-major (1820-1866) et les cartes ou photos aériennes de l'IGN pour la période actuelle (1950 à aujourd'hui).

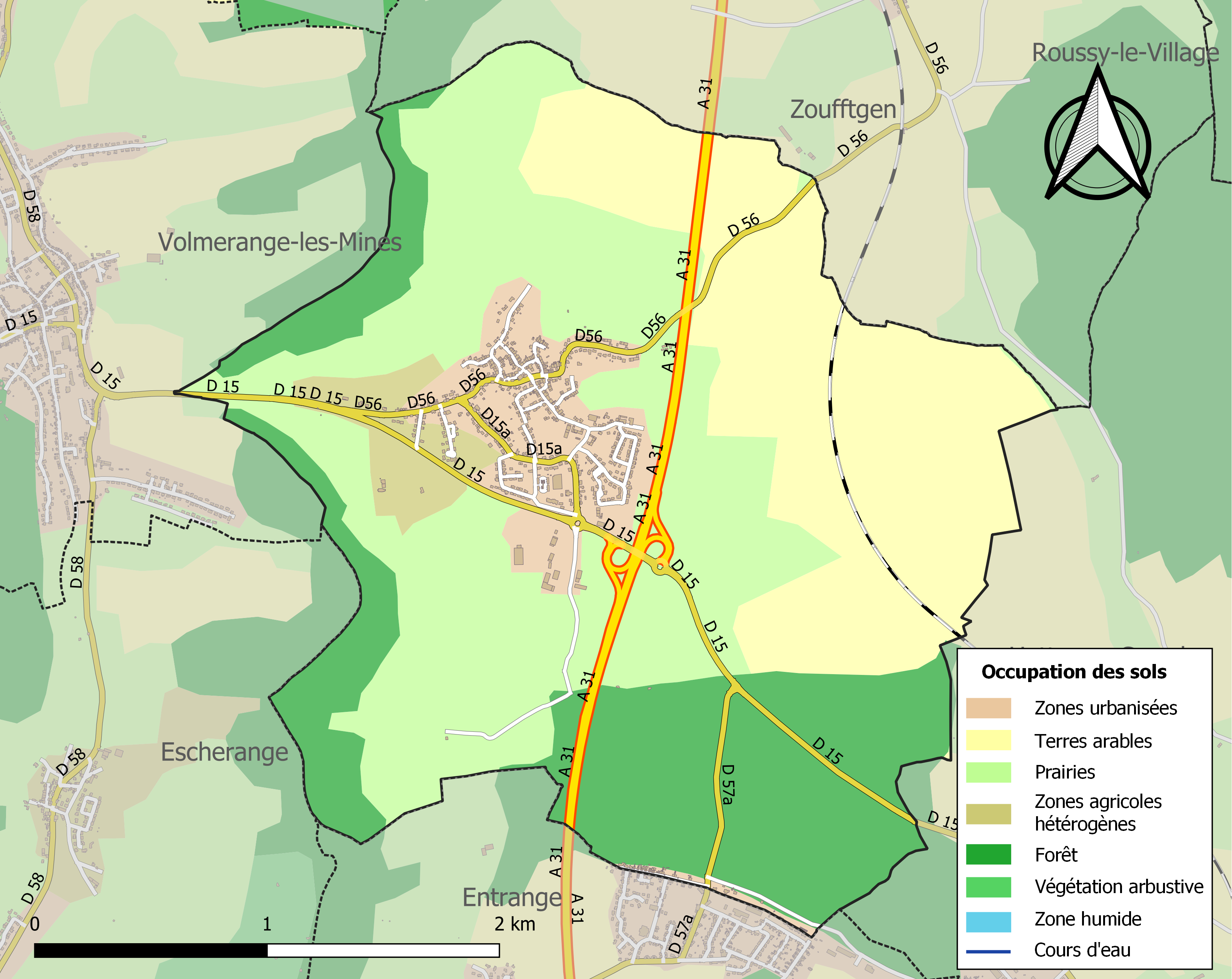
Carte des infrastructures et de l'occupation des sols de la commune en 2018 (CLC).

## Toponymie
L'étymologie la plus probable serait celle d'une origine hybride dérivée du radical gaulois canto « montagne » et du radical germanique fenn « terrain marécageux »[Information douteuse]. Le nom du village reste le même lors de l'intégration de l'Alsace-Moselle à l'Empire allemand en 1870.
Le nom est attesté sous les formes Cantevanne en 1239, Canfme en 1285, Kantfan en 1348, Kantphania et Camphania en 1439, Kampten en 1544, Canfen en 1572, Koutphen en 1606, Kamptten en 1681, Kanfen ou Keibourg au XVIIIe siècle, Champhen en 1756, Kanfen ou Kauffen en 1825. 
Kaunfen et Kanfen en francique lorrain.

## Histoire
Comme tout le pays thionvillois, Kanfen dépendait de l'ancien duché de Luxembourg. À la suite de la prise de Thionville par le Grand Condé en 1643, l'annexion de la ville et ses alentours par le royaume de France est entérinée lors du traité des Pyrénées de 1659.
Faisant partie de l'Alsace-Moselle, le village est intégré à l'empire allemand de 1871 à 1918 à la suite du traité de Francfort, puis annexé de fait au troisième Reich de 1940 à 1944. Durant cette période, Kanfen n'était pas une commune indépendante. Elle dépendait administrativement de Volmerange-les-Mines, la ville voisine.

## Politique et administration
| Période                                  | Période   | Identité                                              | Étiquette | Qualité |
| ---------------------------------------- | --------- | ----------------------------------------------------- | --------- | ------- |
| 1918                                     | 1919      | Nicolas Marx                                          |           |         |
| 1919                                     | 1925      | Nicolas Baur                                          |           |         |
| 1925                                     | 1929      | Jean Becker                                           |           |         |
| 1929                                     | 1941      | Jean Bettendorff                                      |           |         |
| 1941                                     | 1945      | sans objet (commune rattachée à Volmerange-les-Mines) |           |         |
| 1945                                     | 1965      | Nicolas Rouppert                                      |           |         |
| 1965                                     | 1980      | Victor Sindt                                          |           |         |
| 1980                                     | mars 2008 | André Schweitzer                                      |           |         |
| mars 2008                                | En cours  | Denis Baur                                            |           |         |
| Les données manquantes sont à compléter. |           |                                                       |           |         |

## Démographie
L'évolution du nombre d'habitants est connue à travers les recensements de la population effectués dans la commune depuis 1793. Pour les communes de moins de 10 000 habitants, une enquête de recensement portant sur toute la population est réalisée tous les cinq ans, les populations de référence des années intermédiaires étant quant à elles estimées par interpolation ou extrapolation. Pour la commune, le premier recensement exhaustif entrant dans le cadre du nouveau dispositif a été réalisé en 2006.

En 2022, la commune comptait 1 234 habitants, en évolution de +6,93 % par rapport à 2016 (Moselle : +0,52 %, France hors Mayotte : +2,11 %).
| 1793 | 1800 | 1806 | 1821 | 1836 | 1841 | 1861 | 1866 | 1871 |
| ---- | ---- | ---- | ---- | ---- | ---- | ---- | ---- | ---- |
| 454  | 469  | 473  | 521  | 593  | 532  | 508  | 502  | 507  |

| 1875 | 1880 | 1885 | 1890 | 1895 | 1900 | 1905 | 1910 | 1921 |
| ---- | ---- | ---- | ---- | ---- | ---- | ---- | ---- | ---- |
| 476  | 478  | 467  | 486  | 470  | 512  | 493  | 586  | 511  |

| 1926 | 1931 | 1936 | 1946 | 1954 | 1962 | 1968 | 1975 | 1982 |
| ---- | ---- | ---- | ---- | ---- | ---- | ---- | ---- | ---- |
| 543  | 522  | 518  | 444  | 440  | 503  | 483  | 469  | 615  |

| 1990 | 1999 | 2006 | 2011  | 2016  | 2021  | 2022  | - | - |
| ---- | ---- | ---- | ----- | ----- | ----- | ----- | - | - |
| 722  | 776  | 970  | 1 068 | 1 154 | 1 222 | 1 234 | - | - |

## Culture locale et patrimoine

### Sobriquet
Dans les villages environnants, les habitants de Kanfen sont surnommés D'Foren (les taureaux).

### Lieux et monuments
- Ancien château du seigneur de Kanfen, appelé Keybourg, actuellement presbytère à l'emplacement de l'ancien château ;
- Bildstock datant de 1634 à l'angle de la rue de Volmerange et de la rue du Keybourg.

### Édifice religieux

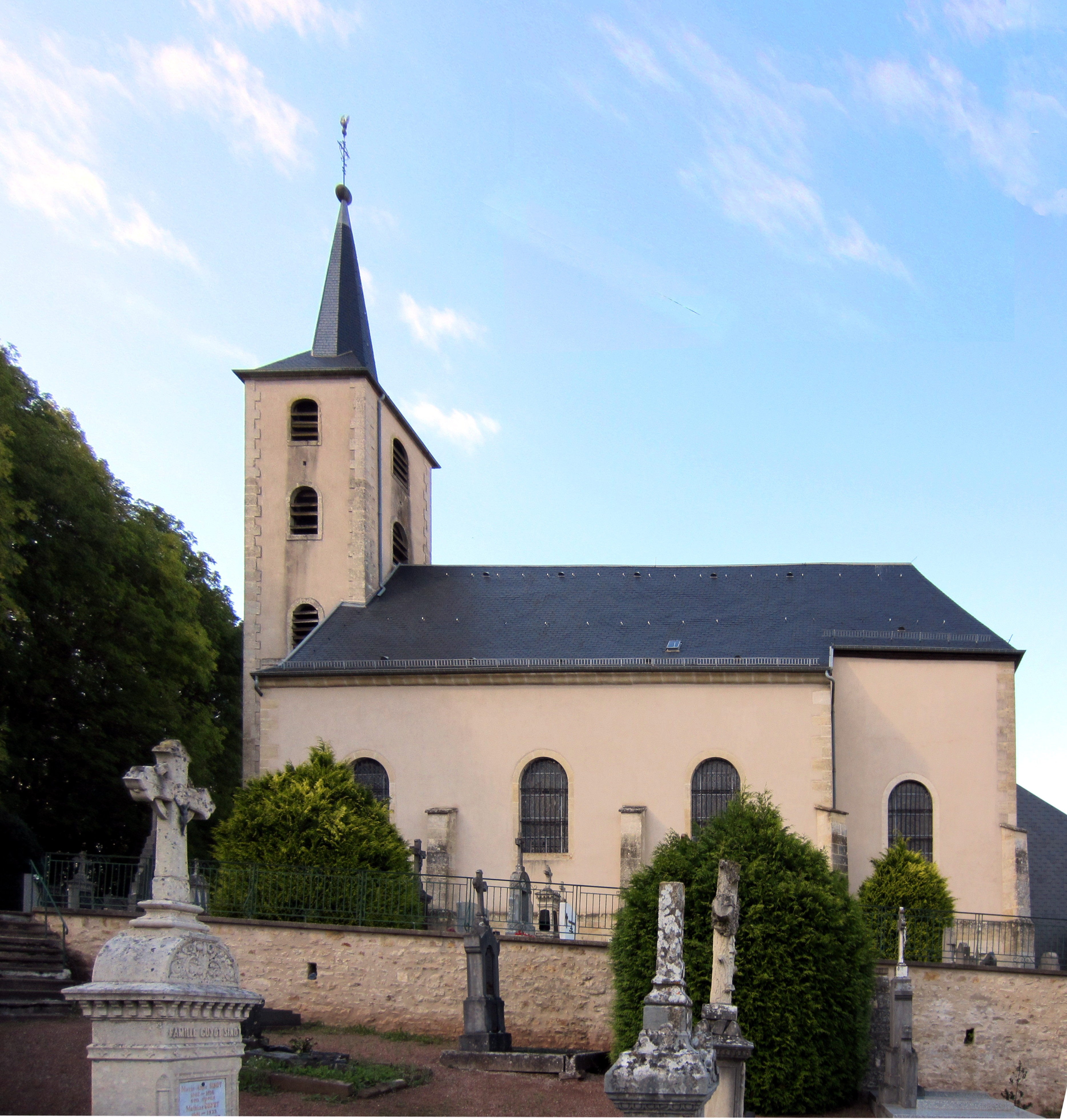
[https://www.youtube.com/watch?v=swYljHaL56g Église Saint-Maurice.

- Église Saint-Maurice, située au lieu-dit Keybourg, construite en 1744, isolée à flanc de coteau.

### Curiosité
L'annexe de Kanfen-sous-Bois, située à l'entrée du village d'Entrange en venant de Kanfen, a la particularité de ne se composer que d'une demi-rue, partagée à l'axe de la voie de circulation. Cette rue porte d'ailleurs deux noms : « rue de la Mine » du côté Kanfen, « rue de la Sapinière » du côté Entrange.

### Personnalités
- Pierre Bingen, fondeur né à Kanfen en 1842.

### Héraldique
| Blason de Kanfen | Blason  | Écartelé: au 1er de gueules au lion issant d'or, aux 2e et 3e d'azur semé de fleurs de lis d'or, au 4e d'or à l'aigle de gueules. |
| Blason de Kanfen | Détails | Le statut officiel du blason reste à déterminer.                                                                                  |